# Christine Boutin

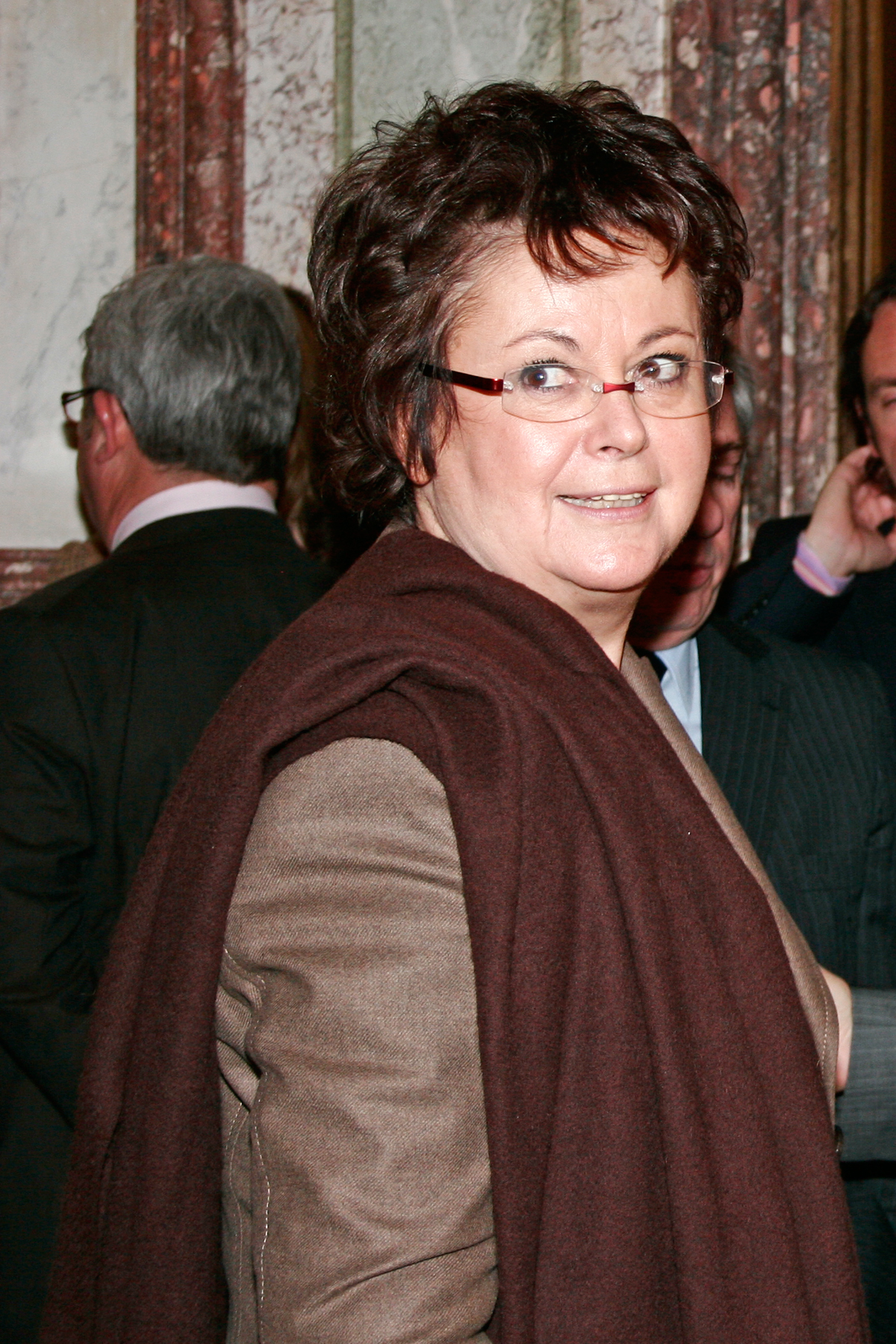
Christine Boutin im Dezember 2007

Christine Boutin (* 6. Februar 1944 in Levroux, Département Indre) ist eine französische Politikerin. Sie gründete 2001 die Partei Forum des républicains sociaux (FRS) und war 2002 Kandidatin für die Staatspräsidentschaft. Von 2007 bis 2009 war sie Ministerin für Wohnungs- und Städtebau in der Regierung von Premierminister François Fillon.

## Herkunft und Ausbildung
Christine Boutin ist die Tochter des Journalisten Xavier Martin und der ehemaligen Journalistin Bernadette Durand. Wie ihre Eltern arbeitete auch Christine als Journalistin. Sie ist mit dem Informatiker Louis Boutin, ihrem Cousin ersten Grades, verheiratet und hat drei Kinder.

## Politik
Boutin stand um 1998/1999 an der Spitze einer Vereinigung von politischen und religiösen Bewegungen gegen das homosexuelle Konkubinat, die jede Form der rechtlichen Anerkennung gleichgeschlechtlicher Paare ablehnten und gegen den Zivilen Solidaritätspakt kämpften. Vier Jahre später im 2003 schlug die Christdemokratin ein Bedingungsloses Grundeinkommen ab Geburt von 330 Euro vor. 2006 kam es zu Kontroversen zu Aussagen zur Verschwörungstheorie, wonach die Terroranschläge am 11. September 2001 "möglicherweise" vom amerikanischen Präsidenten ausgegangen seien. Aufgrund ihrer Äußerungen zur Homosexualität nannte sie ein kanadischer Lesbenverband 2011 homophob. Im 2016 verurteilte ein Pariser Appellationsgericht Boutin zu einer Geldstrafe wegen Homophobie. 2017 machte sie die Aussage, alle Staatsoberhäupter würden von der internationalen Finanzwelt gezwungen, Homoehen zu legalisieren.
Die von ihr gegründete Partei nannte sich zweimal um, zunächst 2009 in Parti chrétien-démocrate, dann 2020 in Via, la voie du peuple. Seit 2013 war sie Ehrenpräsidentin der Partei und trat 2017 nach über 35 Jahren als Abgeordnete zurück.
Bei den Präsidentenwahlen 2017 erklärte Boutin nach dem ersten Wahlgang, sie werde Marine Le Pen wählen, "um Emmanuel Macron zu schwächen", 2022 unterstützte sie Éric Zemmour.

### Lokale und regionale Mandate
- 1980–1983, Bürgermeisterin der Gemeinde Auffargis (Yvelines), einem Vorort von Rambouillet
- März 1983 – März 2001, Bürgermeister-Stellvertreterin von Rambouillet (Yvelines)
- März 1982 – März 2001, Abgeordnete im Generalrat des Départments Yvelines
- 2001 bis 2009 Vizepräsidentin dieses Generalrats

### Nationale Mandate und Ämter
- seit 1986 Abgeordnete in der französischen Nationalversammlung für Yvelines
- Mai 2007 bis Juni 2009 Ministerin für Wohnungs- und Städtebau in der Regierung von François Fillon